# Boghiș
Boghiș (en hongrois Szilágybagos) est une commune roumaine du județ de Sălaj, dans la région historique de Transylvanie et dans la région de développement du Nord-ouest.

## Géographie
La commune de Boghiș est située dans l'ouest du județ, sur le cours supérieur de la rivière Barcău, à 15 km au sud-ouest de Șimleu Silvaniei et à 45 km à l'ouest de Zalău, le chef-lieu du județ.
La municipalité, née en 2005, est composée des deux villages suivants (population en 2002) :
- Boghiș (1 509), siège de la commune ;
- Bozieș (297).

## Histoire
La première mention écrite de la commune date de 1205 sous le nom de Bugus.
La commune, qui appartenait au royaume de Hongrie, faisait partie de la principauté de Transylvanie et elle en a donc suivi l'histoire.
Après le compromis de 1867 entre Autrichiens et Hongrois de l'empire d'Autriche, la principauté de Transylvanie disparaît et, en 1876, le royaume de Hongrie est partagé en comitats. Boghiș intègre le comitat de Szilágy (Szilágymegye).
À la fin de la Première Guerre mondiale, l'Empire austro-hongrois disparaît et la commune rejoint la Grande Roumanie.
En 1940, à la suite du deuxième arbitrage de Vienne, elle est annexée par la Hongrie jusqu'en 1944. Elle réintègre la Roumanie après la Seconde Guerre mondiale.
La commune de Boghiș est née en 2005 à la suite de la séparation des deux villages de Boghiș et Bozieș de la commune de Nușfalău.

## Politique
Le conseil municipal de Boghiș compte 11 sièges de conseillers municipaux. À l'issue des élections municipales de juin 2008, Ida-Magdolina Marina (UDMR) a été élu maire de la commune.
| Parti                                      | Nombre de conseillers |
| ------------------------------------------ | --------------------- |
| Union démocrate magyare de Roumanie (UDMR) | 10                    |
| Parti tsigane "Pro Europa"                 | 1                     |

## Démographie

### Ethnies
En 2002, les deux villages de Boghiș et Bozieș comptaient 214 Roumains (11,85 %), 1 379 Hongrois (76,36 %) et 210 Roms (11,63 %). On comptait à cette date 710 ménages et 661 logements.

### Religions
Pour la composition religieuse de la commune, voir le paragraphe correspondant à l'article Nușfalău, Boghiș faisant encore partie de cette commune à cette date.

## Économie
L'économie de la commune repose sur l'agriculture. Boghiș possède aussi des sources d'eau minérale et des thermes réputées.

## Communications

### Routes
Boghiș est située sur la route régionale DJ191D qui mène vers Nușfalău au nord-ouest et Valcău de Jos au sud-est.

## Lieux et monuments
- Boghiș, château Bánffy de 1720.

- Boghiș, temple réformé de 1792.